# Volavčia kolónia
Volavčia kolónia (česky Volavčí kolonie) je chráněný areál v v katastrálním území obce Mikušovce v okrese Lučenec v Banskobystrickém kraji na Slovensku. Území bylo vyhlášeno v roce 1992 a jeho rozloha je 2,23 hektaru. Předmětem ochrany je hnízdní kolonie volavky popelavé (Ardea cinerea) v povodí Ipeľu.